# Риддлвілл (Джорджія)
Риддлвілл (англ. Riddleville) — місто (англ. town) в США, в окрузі Вашингтон штату Джорджія. Населення — 80 осіб (2020).

## Географія
Риддлвілл розташований за координатами 32°54′10″ пн. ш. 82°39′54″ зх. д. / 32.90278° пн. ш. 82.66500° зх. д. (32.902739, -82.664984).  За даними Бюро перепису населення США в 2010 році місто мало площу 2,03 км², з яких 1,98 км² — суходіл та 0,05 км² — водойми.

## Демографія
Згідно з переписом 2010 року, у місті мешкало 96 осіб у 40 домогосподарствах у складі 28 родин. Густота населення становила 47 осіб/км².  Було 50 помешкань (25/км²).
Расовий склад населення:
| - 81,3 % — білих - 17,7 % — чорних або афроамериканців - 1,0 % — азіатів |

До двох чи більше рас належало 0,0 %. Частка іспаномовних становила 0,0 % від усіх жителів.
За віковим діапазоном населення розподілялося таким чином: 13,5 % — особи молодші 18 років, 69,8 % — особи у віці 18—64 років, 16,7 % — особи у віці 65 років та старші. Медіана віку мешканця становила 50,0 року. На 100 осіб жіночої статі у місті припадало 100,0 чоловіків;  на 100 жінок у віці від 18 років та старших — 118,4 чоловіків також старших 18 років.
За межею бідності перебувало 19,0 % осіб, у тому числі 66,7 % дітей у віці до 18 років та 25,0 % осіб у віці 65 років та старших.
Цивільне працевлаштоване населення становило 27 осіб. Основні галузі зайнятості: виробництво — 25,9 %, сільське господарство, лісництво, риболовля — 25,9 %, фінанси, страхування та нерухомість — 18,5 %, роздрібна торгівля — 14,8 %.